# Lill-Snägden
Lill-Snägden är en sjö i Sundsvalls kommun i Medelpad och ingår i Indalsälvens huvudavrinningsområde. Sjön är 9,5 meter djup, har en yta på 0,113 kvadratkilometer och är belägen 184,5 meter över havet.

## Delavrinningsområde
Lill-Snägden ingår i det delavrinningsområde (693812-157392) som SMHI kallar för Utloppet av Lill-Snägden. Medelhöjden är 222 meter över havet och ytan är 1,29 kvadratkilometer. Det finns inga avrinningsområden uppströms utan avrinningsområdet är högsta punkten. Vattendraget som avvattnar avrinningsområdet har biflödesordning 4, vilket innebär att vattnet flödar genom totalt 4 vattendrag innan det når havet efter 17 kilometer. Avrinningsområdet består mestadels av skog (90 procent). Avrinningsområdet har 0,11 kvadratkilometer vattenytor vilket ger det en sjöprocent på 8,5 procent.